# Mecca, Indiana
Mecca är en ort i Parke County i delstaten Indiana, USA.